# Michel Léturmy
Michel Léturmy, né le 24 février 1921 à Brulon et mort le 20 février 2000 à Frétigny, est un écrivain et traducteur français, spécialiste de l'histoire religieuse et des mythologies.
Entré dans la congrégation des Oblats de Marie-Immaculée où il fut prêtre missionnaire durant quelques années, il abandonne le sacerdoce en 1953.

## Publications
- Dieux, héros et mythes, Le Club français du livre, 1958
- Pour mémoire, Gallimard, 1961.
- La Discipline, Gallimard, 1963
- Le Concile de Jérusalem, Gallimard, 1969
- Abraham a vu mon jour, Gallimard, 1982
- Les Tribulations de Jacob, récit, Gallimard, 1987
- Mon Camarade, Calligrammes, 1992

Traductions et adaptations
- La Légende dorée, introduction, adaptation et notes de Michel Léturmy, Le Club français du livre, 1956
- Saint Jean de la Croix. Le Cantique spirituel. Poèmes et maximes, Le Club français du livre, 1956
- Érasme, Éloge de la Folie, Le Club français du livre, 1957
- Les Mille et une nuits contées aux enfants sages de la Perse, de l'Inde, de l'Arabie, de toutes les Iles et d'ailleurs, par la Princesse Schéhérazade, mille quatre-vingt-dix-septième épouse du Sultan Schariar, Le Club français du livre, 1958
- Le Coran, traduction intégrale et notes de Muhammad Hamidullah avec la collaboration de Michel Léturmy, Le Club français du livre, 1959
- La Bible, avec Jean Grosjean, Gallimard, Bibliothèque de la Pléiade, 1971